# Dongbao
Der Stadtbezirk Dongbao (东宝区; Pinyin: Dōngbǎo Qū) ist ein Stadtbezirk in der chinesischen Provinz Hubei, der zum Verwaltungsgebiet der bezirksfreien Stadt Jingmen gehört. Er hat eine Fläche von 1.651 km² und zählt 379.100 Einwohner (Stand: Ende 2019). Er ist Zentrum und Sitz der Stadtregierung von Jingmen.

## Administrative Gliederung
Auf Gemeindeebene setzt sich der Stadtbezirk aus zwei Straßenvierteln, sechs Großgemeinden und einer Gemeinde zusammen. 